# Bitis armata
Espèce
Synonymes
- Vipera armata Smith, 1826
- Vipera atropoides Smith, 1846
- Vipera inornata Boulenger, 1896

Bitis armata est une espèce de serpents de la famille des Viperidae. 

## Répartition
Cette espèce est endémique du Cap-Occidental en Afrique du Sud.

## Publication originale
- Smith, 1826 : On the snakes of Southern Africa. Edinburgh New Philosophical Journal, vol. 1, p. 248-254 (texte intégral).